# Hazlemere
Hazlemere – wieś w Anglii, w hrabstwie Buckinghamshire, w dystrykcie (unitary authority) Buckinghamshire. Leży 44 km na zachód od centrum Londynu. W 2001 miejscowość liczyła 9350 mieszkańców.